# Cementiri de Montmartre
El cementiri del Nord (cimetière du Nord, en francès), més conegut com a cementiri de Montmartre de resultes de la reestructració del barri Montmartre entre 1818 i 1824, va ser obert l'1 de gener de 1825. El cementiri de Montmartre es troba a l'avinguda Rachel, 20, al 18è districte. És instal·lat a l'emplaçament de les antigues Pedreres de Montmartre, reputades pel seu guix que va ser un guix emprat a la gran escala de la capital.
Fora dels límits de la capital van ser creats el cementiri de Montmartre al nord, el cementiri del Père-Lachaise a l'est, el cementiri de Montparnasse al sud i, al cor de la ciutat, el cementiri de Passy.
El cementiri de Montmartre cobreix aproximadament 11 hectàrees, és a dir la mateixa superfície que el cementiri dels Batignolles, el que en fa exæquo el tercer cementiri més vast intra murs després del Père-Lachaise i Montparnasse. Avui el cementiri de Montmartre compta més de 20000 concessions i 500 persones aproximadament hi són inhumades cada any.
La tomba de Dalida, amb la seva escultura de mida real i els seus raigs daurats, és la més visitada i la més guarnida amb flors del cementiri.

## Persones cèlebres enterrades al cementiri de Montmartre

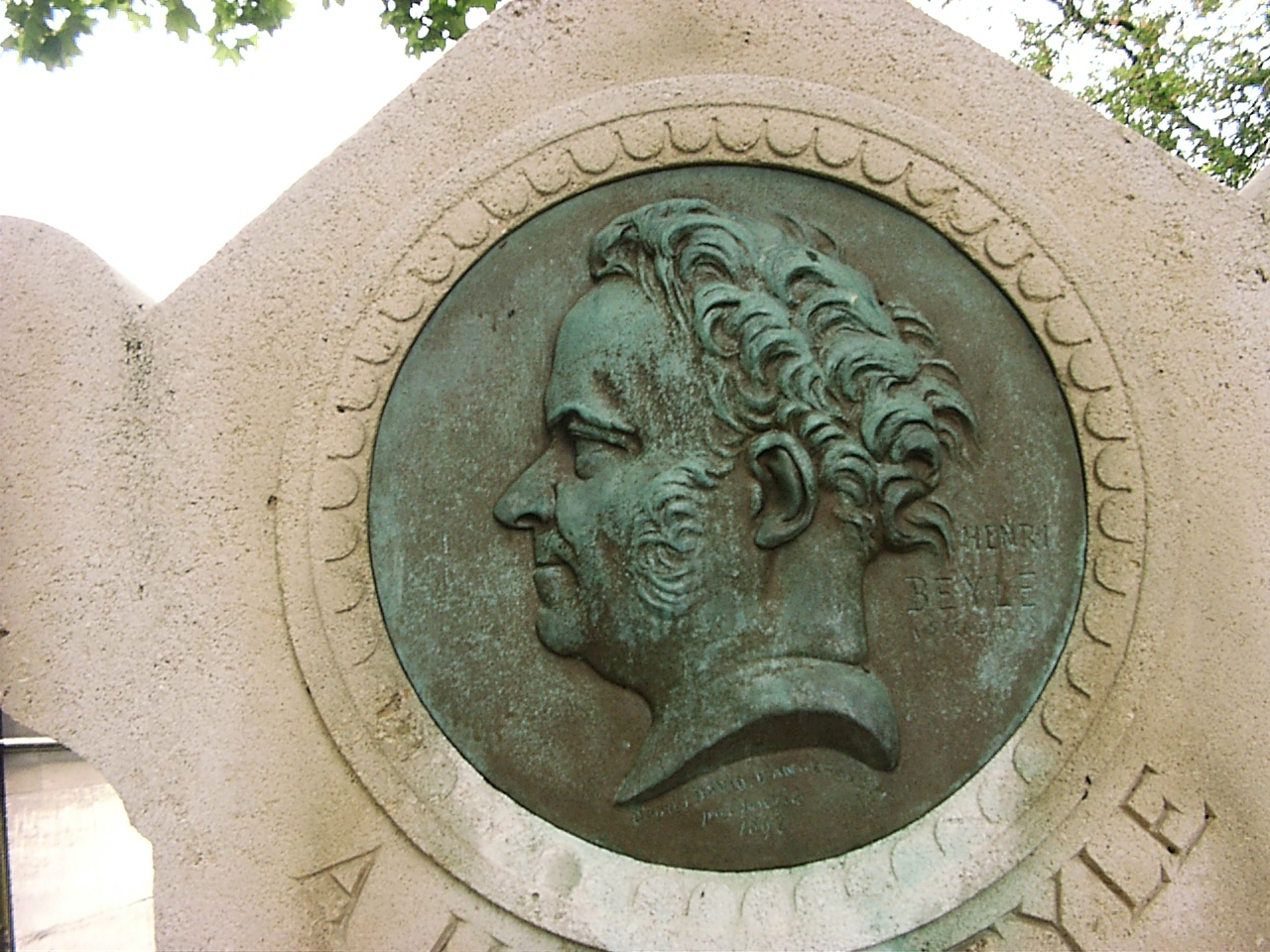
Tomba de Stendhal

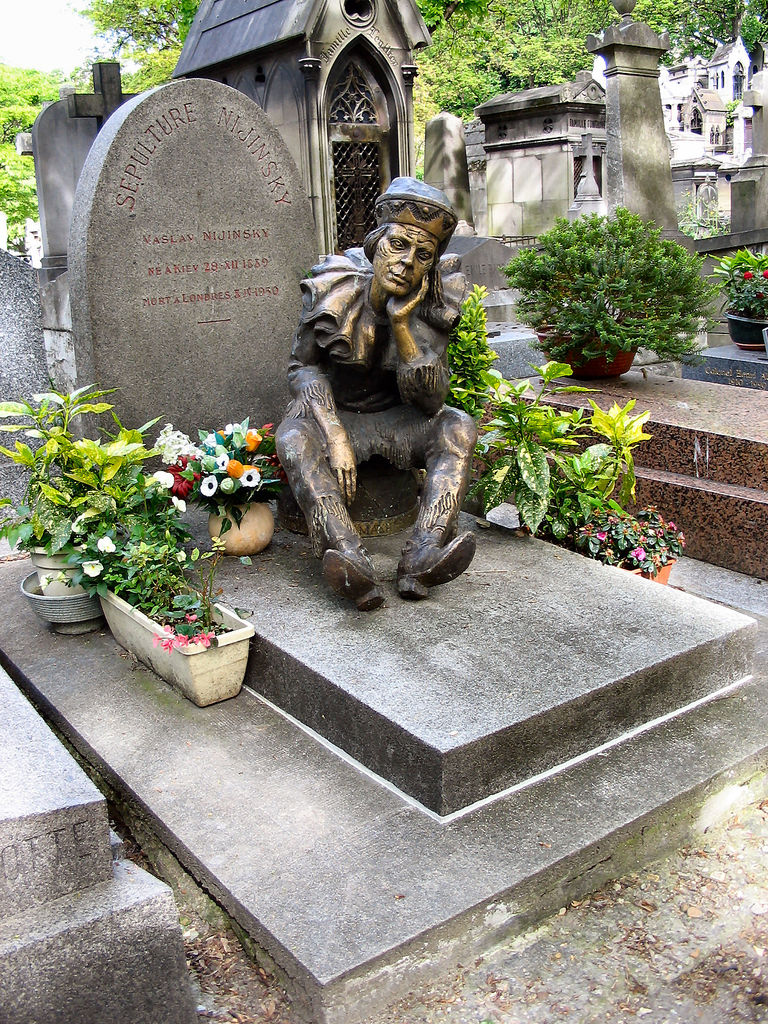
Tomba de Vaslav Nijinsky

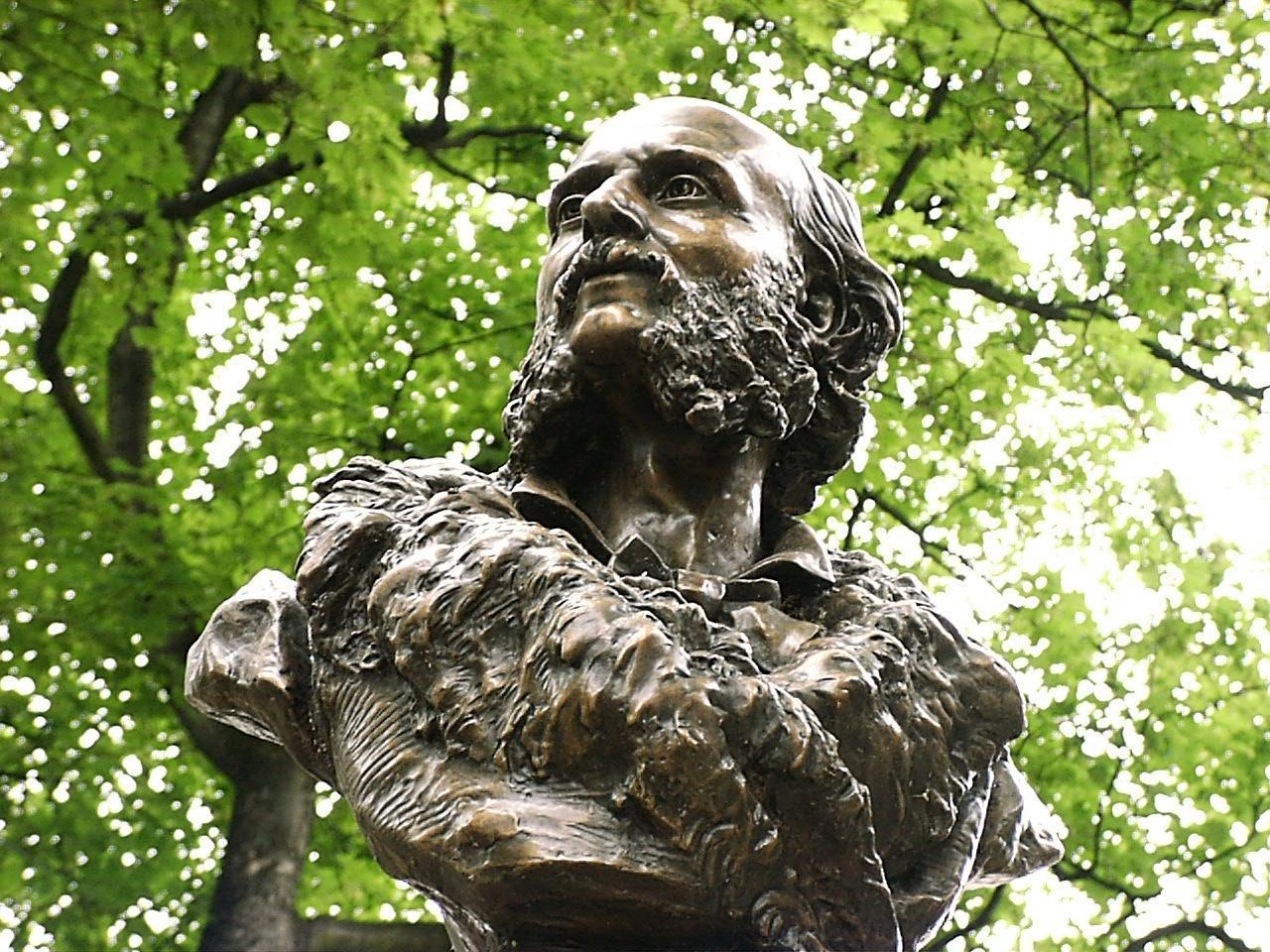
Tomba de Jacques Offenbach

- Margaret Kelly (1910-2004), Margaret Kelly Leibovici és la fundadora dels «Bluebell Girls» del Lido a París
- Laura Junot d'Abrantès (1784-1838), memorialista
- André-Marie Ampère (1775-1836), físic
- Édouard André (1840-1911), paisatgista
- Claude Autant-Lara (1901-2000), realitzador de cinema
- Michel Berger (1947-1992), autor, compositor i cantant
- Hector Berlioz (1803-1869), compositor
- Lili Boulanger (1893-1918), compositora
- Giuseppina Bozzacchi (1853-1870), ballarina italiana
- Jean-Claude Brialy (1933-2007), actor, comediant i director de teatre
- Jacques Chambaz (1923-2004), intel·lectual i dirigent comunista
- Fred Chichin (1954-2007), músic, cocreador del grup les Rita Mitsouko
- Henri-Georges Clouzot (1907-1977), realitzador de cinema
- Dalida (Yolanda-Cristina Gigliotti) 1933-1987, cantant i actriu
- Jean Daurand (1913-1989), actor
- Edgar Degas (1834-1917), pintor i escultor
- Léo Delibes (1836-1891), compositor
- Marie-Anne Detourbey, comtessa de Loynes (1837-1908)
- Alexandre Dumas (fill) (1824-1895), escriptor
- Marie Duplessis, nascuda Alphonsine Plessis (1824-1847), cortesana
- François Duprat (1940-1978), home polític
- Ponson du Terrail (1829-1871), escriptor
- Jacques Fabbri (1925-1997), comediant
- Renée Falconetti (1892-1946), actriu de cinema i comedianta
- Jean Marie Joseph Farina (1785-1864), fabricant de l'Aigua de Colònia
- Georges Feydeau (1862-1921), autor dramàtic
- Alain Feydeau (1934- 2008), comediant, escenògraf, escriptor
- Charles de Flahaut (1785-1870), diplomàtic i militar
- Carole Fredericks (1952-2001), cantant
- Pauline Garcia-Viardot (1821-1910), cantant d'òpera, compositora
- Théophile Gautier (1811-1872), escriptor
- Josep Melcior Gomis (1791-1836), compositor
- Edmond de Goncourt (1822-1896), autor, editor, fundador de l'Académie Goncourt
- Jules de Goncourt (1830-1870), autor, editor, germà d'Edmond de Goncourt
- Amédée Gordini (1899-1979), mecànic i pilot preparador d'automòbil
- Sacha Guitry (1885-1957), actor, realitzador de cinema
- Daniel Halévy (1872-1962), historiador i assagista francès
- Jacques Halévy (1799-1862), compositor
- Ludovic Halévy (1834-1908), escriptor i llibretista d'òpera francesa
- Jean Hamburger (1909-1992), metge i escriptor, membre de l'Académie française
- Heinrich Heine (1797-1856), poeta
- Louis Jouvet (1887-1951), actor
- Marie Pierre Kœnig (1898-1970), mariscal de França
- Dominique Laffin (1952-1985), actriu
- Jacques Legras (1924-2006), actor i membre de la tropa dels Branquignols
- Joachim Lelewel (1786-1861), historiador, numismàtic i polític polonès
- Frédérick Lemaître (1800-1876), actor
- Jean Le Marois (1776-1836), general i diputat
- Jean Le Poulain (1924-1988), comediant francès
- Nicolas-Prosper Levasseur (1791-1871), cantant d'òpera francesa
- Francis Lopez (1916-1995), compositor
- Mary Marquet (1894-1979), actriu francesa d'origen rus
- August Ricard de Montferrand (1786-1858), arquitecte
- Gustave Moreau (1826-1898), pintor
- Sigismond von Neukomm (1778-1858), compositor austríac
- Louis Niedermeyer (1802-1861), compositor
- Vaslav Nijinsky (1890-1950), ballarí de ballet i coreògraf rus d'origen polonès.
- Adolphe Nourrit (1802-1839), cantant d'òpera
- Jacques Offenbach (1819-1880), compositor
- Francisque Poulbot (1879-1946), dibuixant i pintor
- Olga Preobrajenska (1871-1962), ballarina russa
- Juliette Récamier (1777-1849), dona de lletres
- Jean Rédélé (1922-2007), pilot i creador automòbil
- Robert Rollis (1921-2007), comediant francès, membre de la tropa dels Boigs
- Henri Sauguet (1901-1989), compositor
- Adolphe Sax (1814-1894), constructor d'instruments de música, inventor del saxòfon
- Claude Simon (1913-2005), escriptor, premi Nobel de literatura
- Ferran Sor (1778-1839), compositor i guitarrista català
- Stendhal (Henri Beyle) (1783-1842), escriptor
- Claude Terrasse (1867-1923), compositor d'opereta
- Henri Tresca (1814-1885), enginyer mecànic
- François Truffaut (1932-1984), realitzador de cinema
- Horace Vernet (1789-1863), pintor
- Alfred de Vigny (1797-1863), escriptor
- Lucien de Vissec (1872-1953), escriptor
- Jean-Baptiste Vuillaume (1798-1875), lutier
- Pierre Waldeck-Rousseau (1846-1904), polític
- Louise Weber dita La Goluda (1866-1929), ballarina
- Émile Zola (1840-1902), escriptor (cenotafi, cendres transferides al Panteó el 1908)

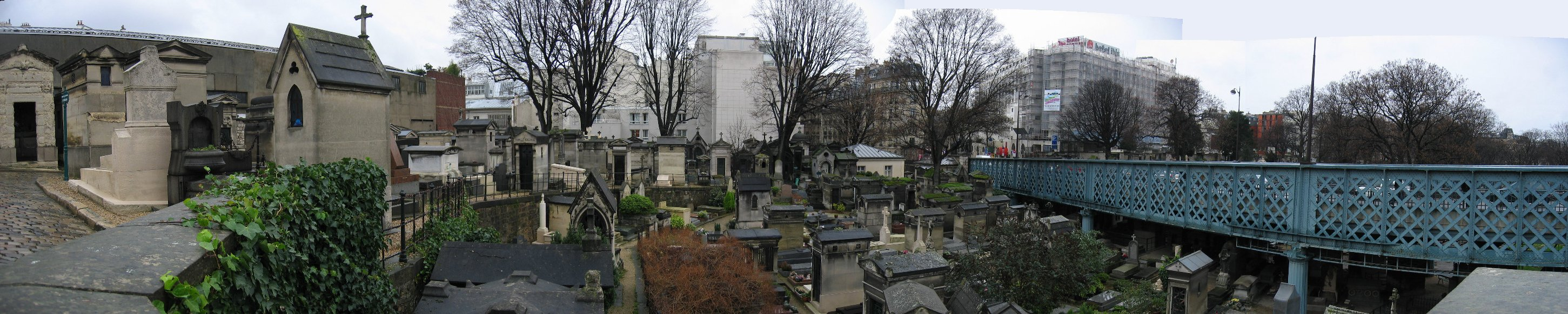
Fotografia panoràmica del cementiri de Montmartre.